# 福岡県幼稚園の廃園一覧
福岡県幼稚園の廃園一覧（ふくおかけんようちえんのはいえんいちらん）は、福岡県内の廃園になった幼稚園の一覧。対象となるのは、学制改革（1947年）以降に廃園となった幼稚園、および分園である。園名は廃園当時のもの。廃園時に幼稚園が所在した自治体がその後合併により消滅している場合は、現行の自治体に含める。また現在休園中の県内の幼稚園（分園）も、その多くは実質上、廃園と同じ状態にあるため参考として記載する。
（）内は、廃園になった年（休園の場合は、その措置が取られた年）である。

## 北九州市
- YMCA信愛幼稚園[1]（廃園時期不詳）
- 明星幼稚園[1]（廃園時期不詳）
- 顕照寺幼稚園[1]（廃園時期不詳）
- 東大谷幼稚園[1]（廃園時期不詳）
- 中央幼稚園[1]（廃園時期不詳）
- 西方寺幼稚園[1]（廃園時期不詳）
- 桂幼稚園[1]（廃園時期不詳）
- 文化幼稚園[1]（廃園時期不詳）
- 田野浦幼稚園[1]（休園開始時期不詳）
- 光照寺幼稚園[1]（休園開始時期不詳）
- 白鳩幼稚園[1]（休園開始時期不詳）
- 受楽寺幼稚園[1]（休園開始時期不詳）
- 湧金幼稚園[1]（休園開始時期不詳）
- 双葉幼稚園[1]（休園開始時期不詳）
- ハレルヤ幼稚園（廃園時期不詳）
- 北九州市立戸畑幼稚園（1997年）[2]
- 北九州市立前田幼稚園（1997年）[2]
- 北九州市立大蔵幼稚園（1999年）[2]
- 北九州市立熊西幼稚園（1999年）[2]
- 北九州市立中島幼稚園（1999年）[2]
- 北九州市立枝光幼稚園（2004年）[2]
- 北九州市立槻田幼稚園（2004年）[2]
- 銀星幼稚園（2006年）
- みくに幼稚園（2008年）
- 一枝幼稚園（2011年）
- 萬徳寺幼稚園（2014年）
- 湯川カトリック幼稚園（2016年）[3]
- 東筑紫短期大学附属幼稚園〈旧〉（2017年認定こども園東筑紫短期大学附属幼稚園〈新〉へ移行）[4]
- 北九州市立黒崎幼稚園（2018年）[2]
- 北九州市立足原幼稚園（2018年）[2]
- 八幡花園幼稚園（2018年）[5]
- 北九州市立松ヶ江幼稚園（2019年）[2]
- 北九州市立若松幼稚園（2019年）[2]
- 光沢寺幼稚園（2020年）[6]
- 徳香幼稚園（2020年）[6]
- 慈光寺幼稚園（2020年）[6]
- 花園幼稚園（2021年）[7]
- 小鳩幼稚園（2023年）[8]
- 門司幼稚園（2024年）[9]

## 福岡市
- 成蹊幼稚園[1]（廃園時期不詳）
- 多々良幼稚園[1]（廃園時期不詳）
- 港幼稚園[1]（廃園時期不詳）
- 海龍幼稚園[1]（廃園時期不詳）
- 妙静寺幼稚園[1]（廃園時期不詳）
- 福岡カトリック幼稚園[1]（休園開始時期不詳）
- 春住幼稚園[1]（休園開始時期不詳）
- 萬行寺幼稚園[1]（休園開始時期不詳）
- さゆり幼稚園[1]（休園開始時期不詳）
- 福岡市立曲渕幼稚園（1993年休園、2008年閉園[10]）
- 福岡市立脇山幼稚園（2001年休園[10]、2018年閉園[11]）
- 福岡みなみ幼稚園[1]（2006年）
- 香椎幼稚園（2012年）[12]
- マリア幼稚園〈旧〉（2014年認定こども園マリア幼稚園〈新〉へ移行）[13]
- 春吉幼稚園（2015年）[14]
- 浄和幼稚園（2017年）[15]
- 福岡市立赤坂幼稚園（2018年）[11]
- 福岡市立和白幼稚園（2018年）[11]
- 福岡市立姪浜幼稚園（2018年）[11]
- 福岡市立内野幼稚園（2018年）[11]
- 福岡市立入部幼稚園（2018年）[11]
- 福岡名島幼稚園（2018年廃園[16]、2019年跡地に名島りすの森こども園が開園[17]）
- 福岡市立雁の巣幼稚園（2019年）[11]
- 福岡市立金武幼稚園（2019年）[11]
- 茶山カトリック幼稚園（2020年）[6]
- 敬和幼稚園（2020年）[6]
- 室見幼稚園（2024年）[9]

## 大牟田市
- 大牟田くるみ幼稚園[1]（廃園時期不詳）
- 三里幼稚園[1]（休園開始時期不詳）
- 大牟田あかつき幼稚園[1]（2006年）
- 若草幼稚園〈旧〉（2015年幼保連携型認定こども園若草幼稚園〈新〉へ移行）[18]
- 大牟田天使幼稚園〈旧〉（2017年認定こども園大牟田天使幼稚園〈新〉へ移行）[19]
- 平原幼稚園（2020年）[6]
- 大鳥幼稚園（2023年）[20]

## 久留米市
- 西岸寺幼稚園[1]（廃園時期不詳）
- ブリヂストン幼稚園[1]（廃園時期不詳）
- めいせい幼稚園[1]（廃園時期不詳）
- 明照幼稚園（2006年）
- 前沢幼稚園〈旧〉（2007年東久留米こども園前沢幼稚園〈新〉へ移行）[21]
- 正福寺幼稚園（2016年）[22]
- 田主丸幼稚園（2019年）[23]
- 御船山幼稚園（2020年）

## 直方市
- 平和幼稚園（2003年）[24]
- 御船山幼稚園（2020年）[6]
- 花園幼稚園（2020年）[6]
- 頓野幼稚園[25]（2023年認定こども園とんの幼稚園へ移行）[26]

## 飯塚市
- 目尾幼稚園[1]（廃園時期不詳）
- 鯰田幼稚園[1]（廃園時期不詳）
- 飯塚幼稚園[1]（廃園時期不詳）
- 紫苑幼稚園[1]（休園開始時期不詳）
- 飯塚市立庄内幼稚園（2013年飯塚市立赤坂保育所と統合し飯塚市立認定こども園庄内こども園へ）[27]
- 飯塚市立かいた幼稚園（2013年飯塚市立頴田第一保育所と統合し飯塚市立認定こども園頴田こども園へ）[27]
- みどり幼稚園（2013年8月22日）
- いぎすれんげ幼稚園〈旧〉（2018年認定こども園いぎすれんげ幼稚園〈新〉へ移行）[28]
- 山内幼稚園（2018年認定こども園さんない幼稚園へ移行）[29]

## 田川市
- 田川市立大藪幼稚園[1]（廃園時期不詳）
- 田川バプテスト幼稚園[1]（休園開始時期不詳）
- 田川市立金川幼稚園[1]（1987年児童センターとなる）
- 田川市立伊田幼稚園（2014年後藤寺幼稚園と統合し田川市立幼稚園へ）[30]
- 田川市立後藤寺幼稚園（2014年伊田幼稚園と統合し田川市立幼稚園へ）[30]

## 柳川市
- マハヤナ幼稚園（2006年）[31]
- 園生幼稚園（2011年）
- ひかり幼稚園（2012年）
- 柳川幼稚園〈旧〉（2016年幼保連携型認定こども園柳川幼稚園〈新〉へ移行）[32]
- ふたば幼稚園〈旧〉（2019年幼保連携型認定こども園ふたば幼稚園〈新〉へ移行）[33]
- 三橋大谷幼稚園（2023年）[25]
- 豊原幼稚園（2024年）[9]

## 八女市
- しぜん幼稚園[1]（2008年）
- さかえ幼稚園（2011年10月1日）
- ふじなみ幼稚園〈旧〉（2015年認定こども園ふじなみ幼稚園〈新〉へ移行）[34]
- つくし幼稚園〈旧〉（2015年認定こども園つくし幼稚園〈新〉へ移行）[35]

## 筑後市
- 和泉幼稚園〈旧〉（2015年認定こども園和泉幼稚園〈新〉へ移行）[36]
- 筑後中央幼稚園（2021年幼保連携型認定こども園ちくご中央幼稚園へ移行）[37]

## 大川市
- 大川市立大野島幼稚園（2007年9月）[38]
- 大川市立東大川幼稚園（2007年9月）[38]
- 大川市立川口幼稚園（2007年9月）[38]
- 一木幼稚園〈旧〉（2016年認定こども園一木幼稚園〈新〉へ移行）[39]
- 白鷺幼稚園（2016年認定こども園風浪宮しらさぎ幼稚園へ移行）[40]
- 大川市立木室幼稚園（2017年）[41]
- 梅花幼稚園（2018年）[42]

## 中間市
- 中間西幼稚園（2016年）[43]
- 中間幼稚園（2020年）[44]

## 小郡市
- 小郡市立宝城幼稚園[1]（2001年）
- 小郡市立三国幼稚園（2019年小郡市立小郡幼稚園へ統合）[45]
- 三国幼稚園（2022年）[46]

## 筑紫野市
- 月見丘幼稚園[1]（廃園時期不詳）

## 大野城市
- 大野幼稚園〈旧〉（2018年認定こども園大野幼稚園〈新〉へ移行）[42]
- 大野東幼稚園〈旧〉（2019年幼保連携型認定こども園大野東幼稚園〈新〉へ移行）[33]
- 筑紫幼稚園〈旧〉（2019年幼保連携型認定こども園筑紫幼稚園〈新〉へ移行）[33]

## 宗像市
- 宗像市立玄海幼稚園（2008年）
- 東海大学附属自由ケ丘幼稚園〈旧〉（2016年幼保連携型認定こども園東海大学附属自由ケ丘幼稚園〈新〉へ移行）[47]
- 東郷信愛幼稚園〈初代〉（2016年認定こども園東郷信愛幼稚園〈2代目〉となり[48]、2023年幼保連携型認定こども園東郷信愛幼稚園〈3代目〉へ移行[25]）

## 古賀市
- 日光幼稚園[1]（廃園時期不詳）

## 福津市
- 勝浦幼稚園[1]（廃園時期不詳）
- 大善寺賢志幼稚園[1]（廃園時期不詳）
- 光明幼稚園（2014年認定こども園光明の郷幼稚園へ移行）[49]
- 福津市立上西郷幼稚園（2017年福津市立神興幼稚園へ統合）[50]
- 聖愛幼稚園〈旧〉（2017年認定こども園聖愛幼稚園〈新〉へ移行）[51]

## うきは市
- 二葉幼稚園（1981年）[52]

## 宮若市
- 宮若市立緑ヶ丘幼稚園（2019年）[53]
- 宮若市立宮田北幼稚園（2021年）[53]

## 嘉麻市
- 長円寺日の丸幼稚園[54]（休園開始時期不詳、2023年廃園[20]）
- 大隈ふたば幼稚園[54]（休園開始時期不詳）
- みのり幼稚園（2024年休園）

## 朝倉市
- はき幼稚園[1]（廃園時期不詳）
- 甘木白百合幼稚園[1]（廃園時期不詳）
- 朝倉幼稚園[1]（2010年）
- 杷木東幼稚園（2010年）

## 糸島市
- 谷幼稚園[1]（休園開始時期不詳）
- 瑠璃幼稚園〈旧〉（2017年認定こども園瑠璃幼稚園〈新〉へ移行）[55]

## 那珂川市
- 香蘭女子短期大学附属那珂川第一幼稚園〈旧〉（2018年幼保連携型認定こども園香蘭女子短期大学附属那珂川第一幼稚園〈新〉へ移行）[42]
- 那珂川市立岩戸北幼稚園（2022年）[56]
- 那珂川市立南畑幼稚園（2022年）[46]
- 那珂川町立安徳幼稚園[1]（廃園時期不詳）
- 那珂川町立安徳東幼稚園[1]（廃園時期不詳）

## 糟屋郡

### 宇美町
- 神武原幼稚園 [1]（廃園時期不詳）

### 篠栗町
- 篠栗町立篠栗幼稚園（2023年）[25]
- 篠栗町立北勢門幼稚園（2023年）[25]

### 須恵町
- 須恵町立れいんぼー幼稚園（2022年民営化され幼保連携型認定こども園れいんぼー幼児園へ移行）[57]

### 新宮町
- 新宮西幼稚園[1]（廃園時期不詳）
- 博多東幼稚園〈旧〉（2023年認定こども園博多東幼稚園〈新〉へ移行）[58]
- 新宮東幼稚園（2024年）[9]

### 粕屋町
- はこぶね幼稚園（2015年はこぶね認定こども園へ移行）[36]

## 遠賀郡
- 水巻幼稚園〈旧〉（2017年認定こども園水巻幼稚園〈新〉へ移行）[59]
- えびつ幼稚園（2020年）[6]
- 岡垣中央幼稚園〈旧〉（2024年認定こども園岡垣中央幼稚園〈新〉へ移行）[9]

## 鞍手郡
- 鞍手北幼稚園（2011年）

## 朝倉郡
- なかよし幼稚園[1]（2006年）
- 常円寺幼稚園（2012年）

## 三潴郡
- 大木光の子幼稚園〈旧〉（2015年幼稚園型認定こども園大木光の子幼稚園〈新〉へ移行）[60]

## 田川郡
- 真木幼稚園（2013年）
- 香春町立香春幼稚園（2021年）[7]
- 川崎幼稚園（2024年）[9]
- 宮城幼稚園（2024年）[9]

## 京都郡
- すみれ幼稚園（2009年）

## 築上郡
- ことぶき幼稚園[1]（休園開始時期不詳）